# CETIN Group
CETIN Group je velkoobchodní poskytovatel služeb aktivní a pasivní telekomunikační infrastruktury v regionu střední a východní Evropy. K 31. březnu 2021 byl CETIN Group z hlediska provozovaných lokalit největším poskytovatelem telekomunikační infrastruktury v České republice (34% podíl na trhu) a druhým největším poskytovatelem v Maďarsku (28% podíl na trhu), Srbsku (30% podíl na trhu) a Bulharsku (32% podíl na trhu).

## Vznik
CETIN Group vznikla v červenci 2020, kdy bylo dokončeno oddělení telekomunikační infrastruktury od retailové části u tří operátorů působících pod značkou Telenor v Bulharsku, v Maďarsku a v Srbsku, přičemž nově vzniklé společnosti CETIN Bulharsko, CETIN Maďarsko a CETIN Srbsko vytvořily společně se společností CETIN Česká republika skupinu CETIN Group, která je infrastrukturní páteří skupiny PPF Telecom Group. V současné době zajišťují společnosti CETIN výhradně výstavbu a provoz telekomunikační infrastruktury, zatímco retailové firmy se plně věnují rozvoji svých produktů/služeb a zákaznickému servisu.

## Vedení, představenstvo
Předsedou představenstva CETIN Group je od července 2020 Jan Kadaník, který odpovídá za celkovou strategii společnosti. Členem představenstva je dále Juraj Šedivý, který jako CEO odpovídá za řízení a provoz skupiny.

## Síťová infrastruktura
Síťová infrastruktura CETIN Group zahrnuje přibližně 11 200 lokalit (včetně 3 400 věží), 13 700 bodů přítomnosti a 86 800 kilometrů optických kabelů, což umožňuje nabízet celostátní pokrytí prostřednictvím sdružené nabídky hostingu lokalit, aktivní rádiové přístupové sítě a backhaulové a transportní konektivity. CETIN Group vlastní také široké portfolio datových center, kterých je celkem 36 (11 hlavních a 25 EDGE) s podlahovou plochou přibližně 11 411 m². Tato datová centra mohou pro své potřeby využívat mobilní operátoři či zákazníci třetích stran.
Od roku 2021 společnost investuje do vývoje a zavádění nových technologií, služeb a produktů, přičemž vedle toho také průběžně modernizuje své stávající síťové infrastruktury. To se týká zejména zavádění sítě 5G a investic do segmentů pevného internetu, včetně rozšiřování nedávno modernizované sítě Fiber to the Cabinet – FTTC a zavádění sítě Fiber to the Home – FTTH.